# Opuzen
Opuzen je mesto na Hrvaškem, ki upravno spada pod Dubrovniško-neretvansko županijo.
Po popisu prebivalstva iz leta 2021 ima upravno območje mesta (hrv. Grad Opuzen) 2851 prebivalcev, samo mesto pa 2355.
Opuzen je mesto in rečno pristanišče v Južni Dalmaciji. Leži na levi obali v reke Neretve, okoli 12 km gor vodno od njenega izliva v Jadransko morje, na križišču magistralne ceste Split-Dubrovnik in ceste proti Metkoviću in Mostarju. Od Metkovića, ki leži jugozahodno od Opuzena je oddaljen okoli 10 km. Pri arheoloških izkopavanjih so ugotovili, da je bila okolica sedanjega mesta naseljena že v antiki. V 14. stoletju je na mestu današnjega naselja Dubrovniška republika ustanovila trg, ki se v starih listinah prvič omenja leta 1333 kot Posrednica, katero pa so turki leta 1472 z ognjem uničili.
 Proti koncu 15. stoletja je na mestu današnjega Opuzena stala utrdba Koš, leta 1685 pa so jo benečani preuredili v trdjavo Forte Opus (močna trdnjava) v obliki peterokrake zvezde. Po imenu trdnjave je verjetno Opuzen dobil ime. Njeni ostanki so na vzhodnem delu mesta vidni še danes. Leta 1716 se je naselje dodatno utrdilo ter postalo upravno središče Gornjega Poneretavlja in se pričelo razvijati kot pristanišče ter trgovsko središče. Leta 1807 postane središče Neretvanskoga kotara (Neretvanskega okraja), od srede 19. stoletja pa je z razvojem bližnjega Metkovića Opuzen pričel gospodarsko stagnirati. Proti koncu 19. stoletja je bil Opuzen z Napoleonovo cesto povezan z Metkovići, od leta 1941 pa tudi z železniško progo. V predverju bivše občinske stavbe je razstavljen lapidarij z ohranjenimi ostanki kipov in napisov najdenimi na področju antične Narone (danes Vid). V neoklasicistični župnijski cerkvi hranijo baročno sliko beneške slikarske šole iz 1752. Zanimiv arhitekturni objekt je tudi hiša družine Oman postavljena na prehodu iz 18. v 19. stoletje. 
 Okoli 1 km južno od Opuzene leži zaselek Podgradina. Na griču nad zaselkom so ostanki srednjeveškega gradu Brštamika, katerega je dal leta 1373 postaviti bosanski kralj Tvrtko I. Kotromanić. Turki so grad v 15. stoletju porušili, kasneje pa obnovili Benečani ter leta 1878 še Avstrijci.

## Demografija
| Pregled števila prebivalcev po letih | Pregled števila prebivalcev po letih | Pregled števila prebivalcev po letih | Pregled števila prebivalcev po letih | Pregled števila prebivalcev po letih | Pregled števila prebivalcev po letih | Pregled števila prebivalcev po letih | Pregled števila prebivalcev po letih | Pregled števila prebivalcev po letih | Pregled števila prebivalcev po letih | Pregled števila prebivalcev po letih | Pregled števila prebivalcev po letih | Pregled števila prebivalcev po letih | Pregled števila prebivalcev po letih | Pregled števila prebivalcev po letih |      |
| ------------------------------------ | ------------------------------------ | ------------------------------------ | ------------------------------------ | ------------------------------------ | ------------------------------------ | ------------------------------------ | ------------------------------------ | ------------------------------------ | ------------------------------------ | ------------------------------------ | ------------------------------------ | ------------------------------------ | ------------------------------------ | ------------------------------------ | ---- |
| 1857                                 | 1869                                 | 1880                                 | 1890                                 | 1900                                 | 1910                                 | 1921                                 | 1931                                 | 1948                                 | 1953                                 | 1961                                 | 1971                                 | 1981                                 | 1991                                 | 2001                                 | 2021 |
| 512                                  | 547                                  | 630                                  | 816                                  | 928                                  | 1004                                 | 928                                  | 963                                  | 1165                                 | 1270                                 | 1470                                 | 1742                                 | 2308                                 | 2778                                 | 2730                                 | 2355 |